# Paineiras
Paineiras is een gemeente in de Braziliaanse deelstaat Minas Gerais. De gemeente telt 4.672 inwoners (schatting 2009).